# Cutina arcuata
Cutina arcuata là một loài bướm đêm trong họ Erebidae.